# Logline
Uma logline é um breve resumo (geralmente de uma frase) de um programa de televisão, filme ou livro que declara o conflito central da história, geralmente fornecendo uma minisinopse do enredo da história e um "gancho" emocional para estimular o interesse.  Um resumo em uma frase de um programa num guia de TV é uma logline. "Uma logline é uma única frase que descreve toda a sua história", no entanto, "não é um resumo direto do projeto. Ela vai ao cerne do que é o projeto em uma ou duas frases, definindo o tema do projeto[...] e sugerindo um significado maior." "Uma logline é um resumo de uma frase do conflito principal da história. Não é uma declaração de tema, mas sim uma premissa."
"Uma logline[...] ajuda os criadores de conteúdo a vender seu trabalho de forma simples e fácil em uma única frase, porque a ênfase está no que torna sua propriedade única[...] a logline fornece ao criador de conteúdo uma maneira concisa de se concentrar nas três âncoras principais de sua escrita", o protagonista, as vontades do protagonista (meta(s) ou desejo(s)) e o que está em jogo (riscos).

## Elementos
Os elementos narrativos frequentemente referenciados em uma logline incluem a ambientação, o protagonista, o antagonista, o incidente incitante, um conflito e um objetivo (a resolução do conflito). Mudanças, como crescimento do personagem e ação, devem ser sugeridas. Uma logline deve conter quatro fatos: "o personagem principal, o que o personagem principal quer", o(s) vilão(s) ou obstáculo(s) "que estão no caminho" e "o(s) aspecto(s) único(s) da história."

## Exemplos
Um jovem é transportado para o passado, onde deve reunir seus pais antes que ele e seu futuro deixem de existir.— Logline de Back to the Future (1985).
O patriarca envelhecido de uma dinastia do crime organizado transfere o controle de seu império clandestino para seu filho relutante.— Logline de The Godfather (1972).
Um fotógrafo em cadeira de rodas espia seus vizinhos da janela de seu apartamento e se convence de que um deles cometeu um assassinato.— Logline de Rear Window (1954).
Um hacker aprende com rebeldes misteriosos sobre a verdadeira natureza de sua realidade e seu papel na guerra contra seus controladores.— Logline de Matrix (1999).